# Rosso di Torgiano
Il Rosso di Torgiano è un vino DOC la cui produzione è consentita nella provincia di Perugia.

## Caratteristiche organolettiche
- colore: rosso rubino.
- odore: vinoso, delicato.
- sapore: asciutto, armonico, di giusto corpo.

## Produzione
Provincia, stagione, volume in ettolitri
- Perugia  (1990/91)  4708,34
- Perugia  (1991/92)  3747,89
- Perugia  (1992/93)  6217,53
- Perugia  (1993/94)  6479,54
- Perugia  (1994/95)  6168,44
- Perugia  (1995/96)  8766,74
- Perugia  (1996/97)  8849,83